# Lista królów Ur i Isin
Lista królów Ur i Isin – mezopotamski tekst wymieniający imiona i długość panowania władców należących do III dynastii z Ur i I dynastii z Isin, poczynając od Ur-Nammu (2113-2096 p.n.e.), a kończąc na Damiq-iliszu (1816-1794 p.n.e.). 

## Powstanie tekstu
Lista królów Ur i Isin utworzona została najprawdopodobniej za panowania Damiq-iliszu, ostatniego władcy I dynastii z Isin. Jej tekst kończy się na 4 roku panowania tego króla, co oznacza, że powstać musiał w tym właśnie lub kolejnym roku (1813 lub 1812 rok p.n.e.).

## Zachowane kopie
Znane są dwie kopie tekstu, obie pochodzące najprawdopodobniej z Isin. Opublikowane one zostały po raz pierwszy w 1954 roku przez Edmonda Sollbergera. Obie kopie znajdowały się wówczas w kolekcji Erlenmeyera (the Erlenmeyer Collection) w Bazylei. Po sprzedaży kolekcji pierwsza z kopii (tzw. „tekst A”) trafiła do kolekcji Schøyena (the Schøyen Collection), natomiast druga (tzw. „tekst B”) do kolekcji prywatnej we Włoszech.

## Tłumaczenie tekstu
| Tłumaczenie treści |
| --- |
| (1) „18 lat (panował) Ur-Nammu, król; (2) 48 lat (panował) Szulgi, król; (3) 9 lat (panował) Amar-Suen; (4) 9 lat (panował) Szu-Suen; (5) 24 lata (panował) Ibbi-Suen; (6) 33 lata (panował) Iszbi-Erra; (7) 10 lat (panował) Szu-iliszu; (8) 21 lat (panował) Iddin-Dagan; (9) 19 lat (panował) Iszme-Dagan; (10) 11 lat (panował) Lipit-Isztar; (11) 28 lat (panował) Ur-Ninurta; (12) 22 lata (panował) Bur-Sin; (13) 5 lat (panował) Lipit-Enlil; (14) 8 lat (panował) Erra-imitti; (15) 24 lata (panował) Enlil-bani; (16) 3 lata (panował) Zambija; (17) 3 lata (panował) Iter-pisza; (18) 3 lata (panował) Ur-dukuga; (19) 11 lat (panował) Sin-magir; (20) 4 lata (panował) Damiq-iliszu. (21) Razem (od) Ur-Nammu do Damiq-iliszu (313 lat)” |